# Seram
Seram (tidligere Ceram) er en ø i øgruppen Molukkerne i Indonesien. Øen ligger lige nord for Ambon. Hovedbyen er Masohi. Seram dækker et areal på 17.100 km². Den er 340 km lang og 60 km bred. Det højeste punkt på øen er Mt. Binaiyi på 3.019 m. En bjergkæde går på langs af øen. Det indre af Seram består af tæt regnskov og er hovedsagelig uudforsket.
3°S 129°Ø / 3°S 129°Ø